# کیمارا (ژنتیک)

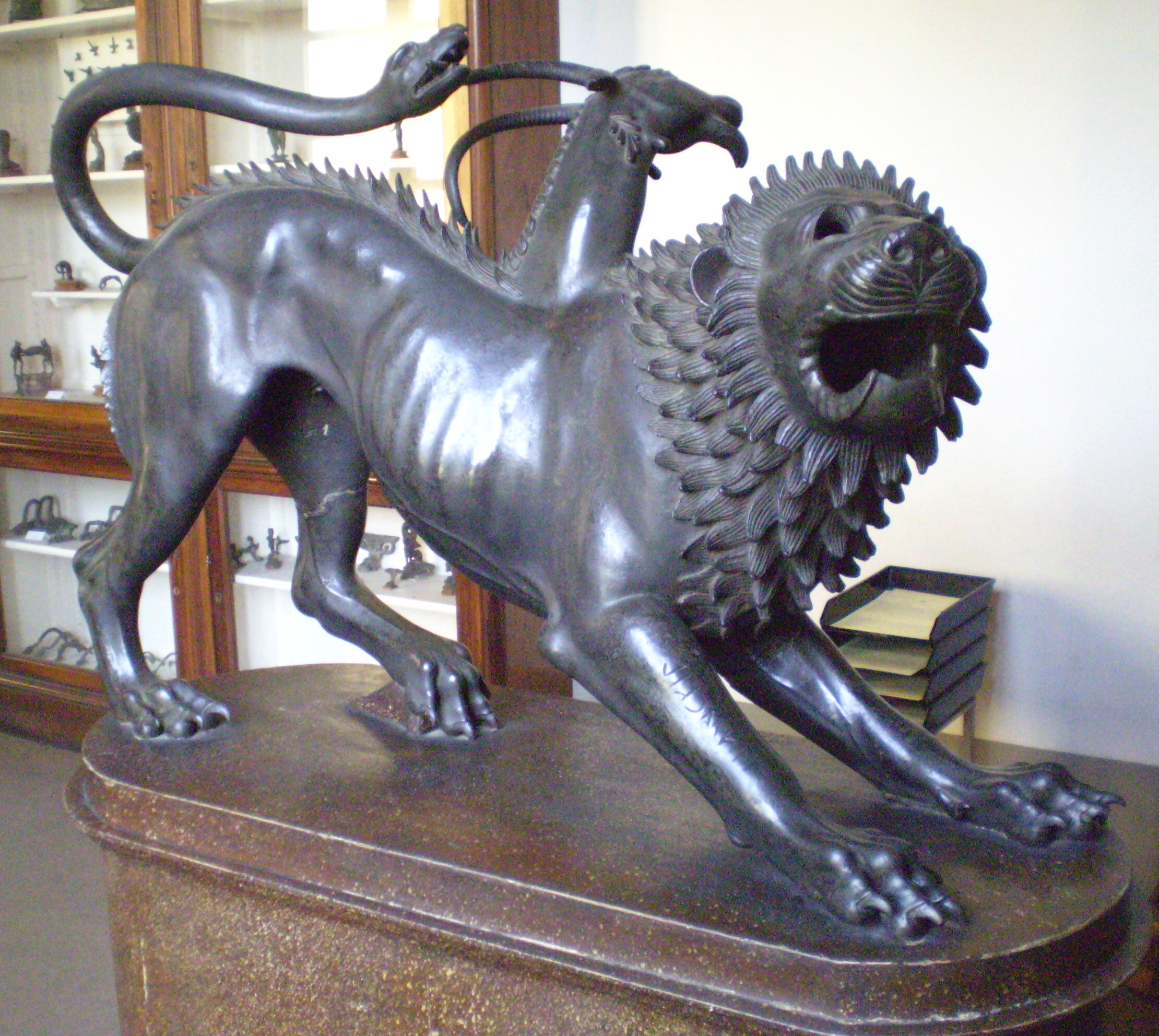
«شیمر آرتسو»

کیمارا یا آمیژه (به انگلیسی: Chimera) و موزائیک دو اصطلاح معمول برای موجودات مخلوط است. در علم کیمیاگری باستان و امروزه در ژنتیک مخلوطی از جانور و انسان را «کیمارا» می‌نامند. این نام فارسی از ترکیب دو واژه فارسی «کیمیا» و «آرا» به معنی آراستن ایجاد شده است.
کیمارا حالتی مشابه موزائیک است، با این تفاوت که در موزاییک سلول‌های متفاوت از نظر ژنتیکی همگی از یک یاخته تخم منشعب شده‌اند اما در کیمیارا همین سلول‌ها از چند زیگوت منشعب شده‌اند.

## انواع کیمارا
آمیژه انواع مختلفی دارد:
1. موجودی مخلوط از دو جانور

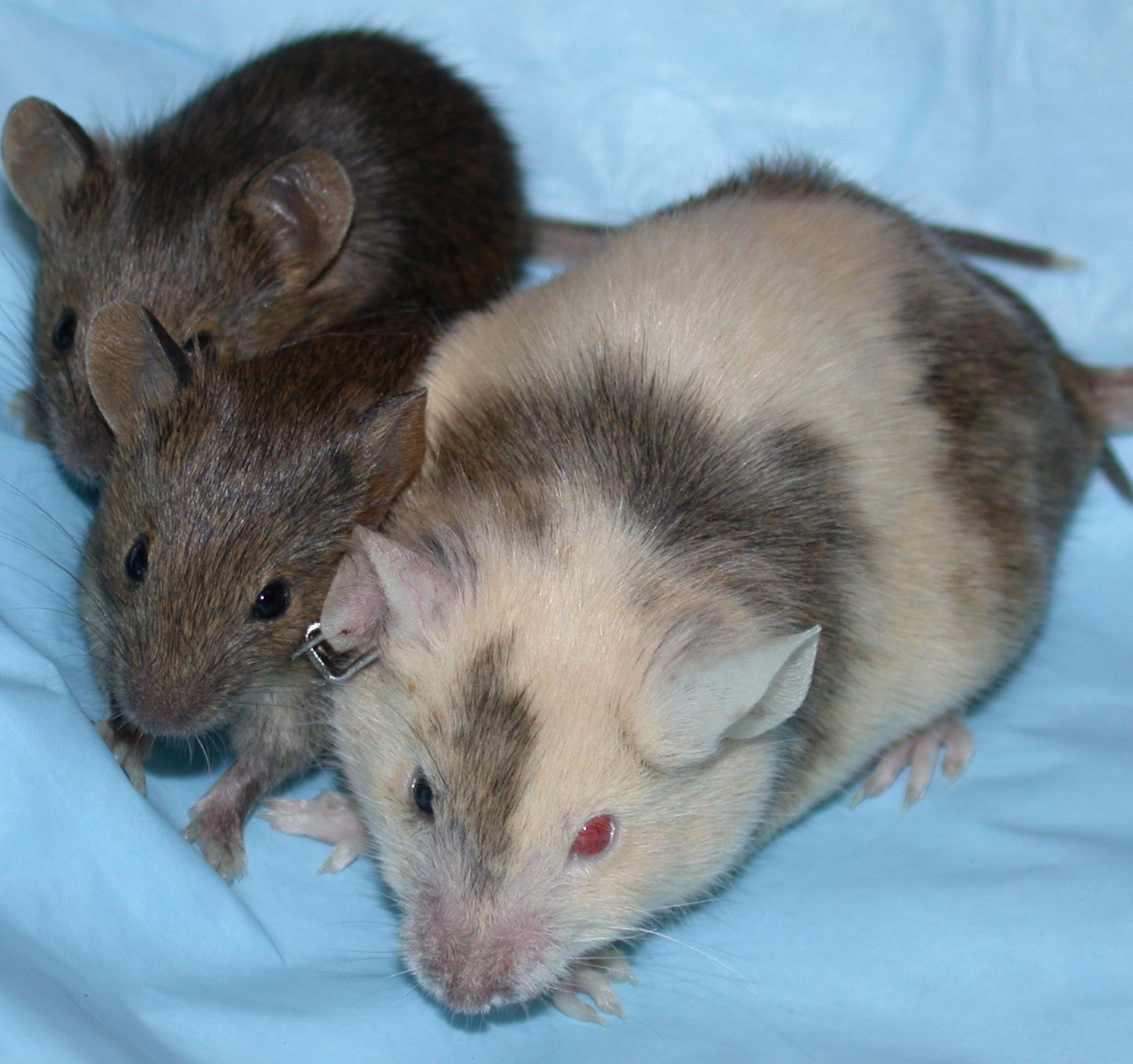
موش کیمارا، دوگانگی در پوست و رنگ چشم‌ها

2. موجودی مخلوط از یک جانور و یک انسان
3. موجودی مخلوط از چندین جانور

علم پزشکی امروز چنین توضیح می‌دهد که کیمارا تحت تأثیر هورمونها ساخته می‌شود مثلاً زمانی‌که جنین دختر تحت تأثیر هورمون‌های مردانه قرار می‌گیرد آن جنین تبدیل به کمه را خواهد شد. اما همهٔ موارد کمه را به این راحتی و به‌طور طبیعی ساخته نمی‌شوند. بلکه به دلیل دستکاری ژنتیکی و برای تولید جانوران جدید ساخته می‌شوند؛ مثلاً مهندسان ژنتیک به دنبال ساخت جانوری هستند که هم شاخ داشته باشد و هم بال و هم اینکه شیر خوراکی به میزان زیاد تولید کند و هم اینکه گوشت خوشمزه‌ای داشته باشد و خلاصه همه‌چیز در یک جانور جمع شده باشد.
سال‌ها پیش پژوهشگرانی همچون اریش فون دنیکن یا والتر ارنستینگ ادعا کردند که تندیس‌های موجود در مصر و بابل و ایران که انسان‌هایی را با سر جانوران نشان می‌دهد یا جانورانی آمیخته از چند جانور (مانند ابوالهول که سر انسان و بدن شیر دارد)، همگی روزگاری وجود داشته‌اند و تنها برای تزیین ساخته نشده بودند.

## جابر بن حیان و کیمارا
جابر بن حیان کیمیاگر مشهور ایرانی در بیش از ۱۲۰ کتابی که نوشته است یافته‌های کیمیاگری خود را شرح داده و در یکی از کتاب‌های بسیار معروفش به نام کتاب سنگ‌ها (کتاب الحجار)، شیوهٔ ساخت چنین جانورانی را آموزش داده و حتی فراتر از آن هم رفته است.

## کیمارا در افسانه‌ها
مرکز اصلی آغاز چنین دستکاری‌های ژنتیکی بر اساس متون باستان مصری و مخصوصاً الواح زمرد از سرزمینی به نام آتلانتیس بود.
بر اساس ابرس پاپیروس (Ebres Papyrus) در ۱۲۰۰۰ سال پیش گروهی متشکل از ۹ موجود درخشان به زمین آمدند (Zep Tepi). یکی از آن‌ها به نام تت یا ثث (یا Thoth) کسی بود که دانش کیمیاگری و دخالت در طبیعت را به بشر آموخت. این دانش ممنوعه بر روی دو ستون زمرد حک و نگهداری شد. این دانش تا پیش از این تنها در دست خدایان بوده است اما پس از آن به انسان آموزش داده شده است. مقایسه شود با داستان هاروت و ماروت در قرآن کریم.
به این دانش بعدها دانش هرمس هم گفته شد، زیرا یکی از فرعون‌های مصر به نام هرمس کیمیاگری بسیار ماهر بود و در دوران او شهرهای عظیم دنیا ازمَنف و هلیوپلیس تا بابل و اور و ایران‌شهر مدارس بزرگ کیمیاگری داشتند و الواح زمرد را تدریس می‌نمودند (ر.ک. بازگشت افعی‌های دانش، نوشته مارک آمارو ص ۱۹۲).
بر اساس کتاب آلبرتوس ماگنوس، اسکندر کبیر هر دو ستون زمرد را در مقبرهٔ هرمس یافت و با خود به هلیوپلیس برد و در جای امنی قرار داد و سپس شهر اسکندریه را بنا نهاد.
به گفتهٔ متون عتیق، تعداد بیشماری از این جانداران عجیب و گاه ترسناک ساخته شدند تا جایی که زمین پر از فساد و تباهی گردید و خدایان برای پاکسازی زمین توفانی را فرستادند. این مسئله در کتب دینی نیز منعکس شده به استثنای کلمهٔ خدایان (در دیگر مقالات این صفحه پیش از این صحبت شده است که گفته می‌شود عبور سیاره نیبیرو توفان را ایجاد کرد اما باید توجه داشت که زمین پیش از آن تنها یک طوفان به خود دیده است).

## انسان کیمارا
انسان‌های کیمارا به دلیل مخلوط شدن ژن‌ها بین یک انسان و یک جانور کیمارا به وجود آمده‌اند.
این جانداران به گونه‌ای طراحی شده بودند که دارای هوش و ذکاوتی بیش از انسان بودند و در شهرهایی که کارهای پنهانی انجام می‌شد، مانند مَنف این کیماراها در جلوی دروازهٔ شهر جلوی مسافران را می‌گرفتند و از آن‌ها معماهایی می‌پرسیدند. چنانچه مسافر توانایی پاسخ دادن را داشت، به او اجازهٔ ورود می‌دادند و چنانچه نبود او را می‌بلعیدند. این موجودات منحصر به یک کشور و تنها مصر و بابل نبودند.